# Fischer-bülbül
A Fischer-bülbül (Phyllastrephus fischeri) a verébalakúak (Passeriformes) rendjébe, ezen belül a bülbülfélék (Pycnonotidae) családjába tartozó faj.

## Rendszerezése
A fajt Anton Reichenow német ornitológus írta le 1879-ben, a Criniger nembe Criniger Fischeri néven. Magyar és tudományos faji nevét Gustav Fischer német kutatóról kapta.

## Előfordulása
Kelet-Afrikában, Kenya, Mozambik, Szomália és Tanzánia területén honos. Természetes élőhelyei a szubtrópusi vagy trópusi síkvidéki esőerdők, szavannák és cserjések. Állandó, nem vonuló faj.

## Megjelenése
Testhossza 18 centiméter, testtömege 22–39 gramm.

## Életmódja
Rovarokkal táplálkozik.

## Természetvédelmi helyzete
Az elterjedési területe elég nagy, egyedszáma viszont csökkenő, de még nem éri el a kritikus szintet. A Természetvédelmi Világszövetség Vörös listáján nem veszélyeztetett fajként szerepel.